# モーキー・ジョー
『モーキー・ジョー』（英: Mokee Joe）は、ピーター・J・マーレイ著のSFファンタジー小説。発売元はフレーベル館。全3巻。

## 概要
物語は主人公達の住む町デンバース・グリーンに宇宙のある星から2隻のシップが落ちてきたところから始まる。主人公ハドソン・ブラウンと柔道の達人であり親友のモリー。さらに頭がいいが気は小さいアッシュと宇宙から来た悪の存在モーキー・ジョーとの戦いを描く。

## あらすじ
200年以上前逃亡者と追跡者、2隻の宇宙船が地球にやってきた。その宇宙船はデンバース・グリーンに落ちてきてから子供への暴行事件が多発する。そのデンバース・グリーンにある教会にはこう書かれている。「扉を閉ざせや、愛しの赤子、夜を遠く去らせ よろうそくを並べ、あかあかと燃やせ 祈り敬い、神のみわざを待てよかし 選ばれしもの、黄金の少年が訪れる日を 悪からこの地を救うのは、その子ひとり その日までひたすら避けよ、妄鬼の悪魔を」
主人公ハドソン・ブラウンはろうそくをじっと眺めると『守護天使』の声を聞くことができる。ある日守護天使は『敵』や『任務』といった言葉を言う。次の日、親友のモリーとキャッスルに行ったハドソンは黒いコートに黒い帽子、身長が2メートル以上ある宿敵『モーキー・ジョー』に出会う。そこからハドソンの戦いが始まるのだった。

## 登場人物
- ハドソン・ブラウン

## 作品リスト
- 『モーキー・ジョー 1 〜宇宙からの魔の手〜』
- 『モーキー・ジョー 2 〜よみがえる魔の手〜』
- 『モーキー・ジョー 3 〜最後の審判〜』